# R. Duncan Luce
Robert Duncan Luce (16 mai 1925 - 11 août 2012) est un mathématicien et spécialiste des sciences sociales américain, et l'une des figures les plus éminentes dans le domaine de la psychologie mathématique. À la fin de sa vie, il occupe le poste de professeur de recherche émérite en sciences cognitives à l'université de Californie à Irvine.

## Formation et carrière
Luce obtient un baccalauréat ès sciences en génie aéronautique du Massachusetts Institute of Technology en 1945 et un doctorat en mathématiques de la même université en 1950 sous la direction d'Irvin Cohen avec une thèse intitulée On Semigroups.
Il commence sa carrière de professeur à l'université Columbia en 1954, où il est professeur adjoint en statistiques mathématiques et en sociologie. Après avoir été chargé de cours à l'Université Harvard de 1957 à 1959, il est professeur à l'université de Pennsylvanie en 1959 et reçoit la chaire Benjamin Franklin de psychologie en 1968. Après avoir été visiteur à l'Institute for Advanced Study à partir de 1969, il rejoint la faculté de l'UC Irvine en 1972, mais retourne à Harvard en 1976 en tant que professeur de psychologie Alfred North Whitehead, puis plus tard en tant que professeur de psychologie Victor S. Thomas. En 1988, Luce rejoint la faculté de l'UC Irvine en tant que professeur émérite de sciences cognitives et (de 1988 à 1998) directeur de l'Institut des sciences mathématiques du comportement de l'UCI.

## Contributions
Il est connu pour la formulation de l'axiome de choix de Luce formalisant le principe selon lequel des options supplémentaires ne devraient pas affecter la probabilité de sélectionner un élément plutôt qu'un autre, la définition de semi-ordres, l'introduction de méthodes de théorie des graphes dans les sciences sociales et la création du terme " clique " pour un sous-graphe complet en théorie des graphes .
En 1966, Luce est élu à l'Académie américaine des arts et des sciences et à l'Académie nationale des sciences en 1972 pour ses travaux sur la mesure fondamentale, la théorie de l'utilité, la psychophysique globale et les sciences mathématiques du comportement. Il reçoit la National Medal of Science en 2003 en sciences comportementales et sociales pour ses contributions au domaine de la psychologie mathématique. En 2004, il est élu à la Société américaine de philosophie.

## Publications
- R. Duncan Luce et Howard Raiffa, Games and decisions: introduction and critical survey, New York, Wiley, 1957 (MR 0087572, lire en ligne )[7] Paperback reprint, Dover, New York
- R. Duncan Luce, Individual choice behavior: a theoretical analysis, New York, Wiley, 1959[8]
- R. Duncan Luce « Mathematical models in the social sciences, 1959: Proceedings of the first Stanford symposium » (1960)
- R. Duncan Luce, Response times: their role in inferring elementary mental organization, New York, Oxford, 1986